# William Preyer
William Thierry Preyer (Manchester, 4 de julho de 1842 - Wiesbaden, 17 de julho de 1897) foi um fisiologista inglês que residiu e trabalhou na Alemanha.